# Grades de l'armée hongroise
Cet article donne les grades en vigueur dans les Forces armées hongroises (Magyar Honvédség).

## Grades militaires

### Officiers Généraux
| Grade                                                                | Officiers Généraux      | Officiers Généraux | Officiers Généraux | Officiers Généraux |
| -------------------------------------------------------------------- | ----------------------- | ------------------ | ------------------ | ------------------ |
| Patte de col                                                         |                         |                    |                    |                    |
| Grade sur marine fluviale de marine hongroise                        |                         |                    |                    |                    |
| Grade sur treillis militaire                                         |                         |                    |                    |                    |
| Grade                                                                | Général/Colonel général | Lieutenant général | Major général      | Général de brigade |
| Nom en hongrois                                                      | Vezérezredes            | Altábornagy        | Vezérőrnagy        | Dandártábornok     |
| Grade                                                                | OF-9                    | OF-8               | OF-7               | OF-6               |
| * L'aigle fédérale sur le képi est en arrière-plan de couleur rouge. |                         |                    |                    |                    |

### Officier supérieur
| Patte de col                 |         |                    |        |  |
| Grade sur marine fluviale    |         |                    |        |  |
| Grade sur treillis militaire |         |                    |        |  |
| Grade                        | Colonel | Lieutenant-colonel | Major  |  |
| Nom en hongrois              | Ezredes | Alezredes          | Őrnagy |  |
| Grade                        | OF-5    | OF-4               | OF-3   |  |

### Officier subalterne
| Patte de col                 |           |                    |            |      |
| Grade sur marine fluviale    |           |                    |            |      |
| Grade sur treillis militaire |           |                    |            |      |
| Grade                        | Capitaine | Premier-lieutenant | Lieutenant |      |
| Nom en hongrois              | Százados  | Főhadnagy          | Hadnagy    |      |
| Grade                        | OF-2      | OF-1               | OF-1       | OF-1 |

### Sous-officiers
| Grade                        | Sous-officiers | Sous-officiers | Sous-officiers | Sous-officiers  | Sous-officiers | Sous-officiers |
| ---------------------------- | -------------- | -------------- | -------------- | --------------- | -------------- | -------------- |
| Patte de col                 |                |                |                |                 |                |                |
| Grade sur marine fluviale    |                |                |                |                 |                |                |
| Grade sur treillis militaire |                |                |                |                 |                |                |
| Grade                        | Adjudant-major | Adjudant-chef  | Adjudant       | Sergent-major   | Sergent-chef   | Sergent        |
| Nom en hongrois              | Főtörzszászlós | Törzszászlós   | Zászlós        | Főtörzsőrmester | Törzsőrmester  | Őrmester       |
| Grade                        | OR-9           | OR-8           | OR-8           | OR-7            | OR-6           | OR-5           |

### Hommes de rang
| Patte de col                 |               |         |                        |                    |
| Grade sur marine fluviale    |               |         |                        |                    |
| Grade sur treillis militaire |               |         |                        |                    |
| Grade                        | Caporal-chef  | Caporal | Soldat première classe | Soldat             |
| Nom en hongrois              | Szakaszvezető | Tizedes | Őrvezető               | Közkatona / Honvéd |
| Grade                        | OR-4          | OR-3    | OR-2                   | OR-1               |